# The House Opposite
The House Opposite é um filme policial produzido no Reino Unido e lançado em 1931. É baseado no romance The House Opposite, de Joseph Jefferson Farjeon.